# Bent Skammelsrud
Bent André Skammelsrud (* 18. Mai 1966 in Rakkestad) ist ein ehemaliger norwegischer Fußballspieler.

## Karriere
1989 begann er seine Profikarriere bei Frigg Oslo FK, bevor er ein Jahr später zum schwedischen Club Malmö FF wechselte. Anschließend spielte er von 1991 bis 1997 bei Rosenborg Trondheim. 1998 gab er ein kurzes Gastspiel bei Bayer 04 Leverkusen, um danach nach Trondheim zurückzukehren. Hier beendete er 2002 seine Spielerkarriere und war einige Zeit als Talentsucher für Rosenborg tätig. Seit der Saison 2006 ist er verantwortlich für die U-19-Mannschaft des Vereins und arbeitet als Assistent von Trainer Kåre Ingebrigtsen.

## Erfolge
Mit Rosenborg Trondheim gewann er zehnmal in Folge die norwegische Fußballmeisterschaft. Für die norwegische Fußballnationalmannschaft absolvierte er von 1987 bis 2000 38 Spiele und erzielte 7 Tore.